# Кораблекрушения в Средиземном море (2015)
Кораблекрушения в Средиземном море 2015 года — серия морских катастроф, произошедших в апреле 2015 года. По крайней мере пять судов, на борту которых находилось более тысячи мигрантов из Африки, затонули в Средиземном море. Первое происшествие произошло 13 апреля, остальные — в 16, 19 и 20 числах этого месяца. Прежде всего беженцы пытались спастись от разрушительных североафриканских конфликтов, в частности боевых столкновений в Ливии, которые начались с момента свержения режима Муаммара Каддафи, а также из-за отказа ряда стран Евросоюза в ноябре 2014 года финансировать итальянскую операцию Operation More Nostrum, целью которой являлось сдерживание нелегальной миграции в Европу.
Суда нелегалов направлялись преимущественно к острову Лампедуза и сицилийскому городу Аугуста, но 20 апреля ещё одна лодка затонула у острова Родос, Греция.
Морские патрули и береговая охрана Евросоюза и Италии неоднократно перехватывают нелегалов, пытающихся перебраться в Европу. Но это не спасает от массового наплыва беженцев. Перегруженные людьми суда часто тонут.

## Предпосылки
В период между 2007 и 2011 годам зафиксировано наибольшие число нелегальных мигрантов из Африки и Ближнего Востока, пытающихся перебраться в Грецию и другие страны Европы через Турцию. Правительство Греции и агентство «Frontex» приняли решение обновить пограничный контроль. Болгария также укрепила границы с Турцией, чтобы задержать поток беженцев, как правило, из Сирии, Сомали, Афганистана, Алжира, Бангладеш, Чада, Египта, Эфиопии, Гамбии, Ганы, Гвинеи, Индии, Ирака, Кот-д’Ивуара, Мавритании, Марокко, Нигерии, Пакистана, Палестины, Сенегала, Судана, Туниса и Эритреи. Эскалация войны в Ливии только способствует массовому бегству людей из этой страны.
Трагедия у берегов Лампедузы с 360 жертвами в 2013 году побудила итальянское правительство создать службу «Operation Mare Nostrum», занимающуюся поиском и спасением терпящих бедствия в Средиземном море. В 2014 году Италия закрыла службу из-за слишком больших расходов; «Frontex» взяла на себя функции поисков мигрантов. Новая служба получила название «Operation Triton». Правительство Италии запросило дополнительные средства на продолжение операции, но страны-члены ЕС ответили отказом. Соединённое Королевство выразило опасение, что итальянская инициатива «является непреднамеренным фактором, подстёгивая всё больше нелегалов пытаться форсировать море, и, тем самым, приводит к большим жертвам». Поисковая служба состоит из двух самолётов наблюдения, трёх кораблей и семи команд, которые собирают и идентифицируют её. Ежемесячный бюджет составляет 2,9 миллиона евро.
По сообщениям самих беженцев по сравнению с угрозой утонуть их значительно больше страшит жизнь в ливийских центрах содержания беженцев с плохими условиями содержания и жестоким обращением солдат.

## Статистика
По данным Международной организации по миграции 3072 человека погибли или пропали без вести в 2014 году при попытке пересечь Средиземное море. Полные оценки за период 2000—2014 годы говорят о 22 тысячах смертей. В 2014 году 280 000 мигрантов пересекли границу Евросоюза.
В 2014 году в Италию морским путём перебрались 170 100 мигрантов (на 298 % больше, чем в 2013). Около 140 000 были переправлены из Ливии. В основном это мигранты из Сирии (около 42 000), Восточной Африки (34 000 из Эритреи, почти 6 000 из Сомали) и Западной Африки (10 000 из Мали, 9 000 из Нигерии, более 8 600 из Гамбии). 64 000 из которых было предоставлено убежище.
Начиная с 1 января до 3 марта 2015 года 7 882 выходцев из Африки прибыли в Италии (на 40,5 процентов больше, чем за тот же период 2014 года). 7 257 был переправлены через Ливию, в основном из стран Западной и Восточной Африки.
На 17 апреля 2015 года берегов Италии достигли более 21 000 человек. В марте этого года наблюдалось уменьшение числа нелегалов из-за плохих погодных условий; не учитывая апрельские катастрофы, к апрелю 2015 года число смертей в море превысило 500, за аналогичные три месяца в 2014 году погибли около 100.

## Инциденты
Количество зарегистрированных смертей беженцев, пересекающих Средиземное море, увеличилось с апреля 2015 года. Суммарное число утонувших превысило 1000 человек.

## Кораблекрушение 13 апреля
13 апреля ливийское судно с находящимися 550 людьми на борту затонуло в 60 милях от африканского побережья. Погибло более 400 человек. Около 150 были спасены и доставлены в больницы Южной Италии.
Началась поисково-спасательная операция вблизи аварии. Было найдено 9 тел, и береговая охрана Италии сообщило, что «больше в живых никто не найден»
По заявлению «Save the Children» погибло «около 400 человек спустя сутки после отплытия». Международная организация по миграции сообщило, что «не знает причины аварии». Затем Франс-Пресс прокомментировало, что «судно перевернулось после того, как её заметили итальянские пограничники».

## События 16 апреля
16 апреля 2015 года 4 мигранта из Ливии признались, что являются единственными выжившими из всех пассажиров, остальные 41 погибли.
Параллельно с этим в Сицилии были арестованы 15 человек, которые, как сообщалось, бросили за борт 12 других, в результате чего те утонули. Выяснилось, что борьба в лодке вспыхнула между христианами и мусульманами, окончившаяся смертью христиан.

## Кораблекрушение 19 апреля
Ночью другое судно перевернулось в 190 км южнее острова Лампедузы. На борту находились 850 мигрантов; 27 человек удалось спасти. По данным итальянских госслужащих контрабандисты из Бангладеш заблокировали сотни мигрантов в трюме
Итальянская погранслужба и береговая охрана начали спасательную операцию. Несмотря на 18 катеров, присоединившихся к поискам, только 27 человек были спасены и найдено 24 тел. Это одно из самых крупных бедствий в Средиземном море.
21 апреля итальянские чиновники сообщили, что тунисский капитан обвинён в массовом убийстве по неосторожности, а также, что многие дети погибли, потому что были заблокированы на нижних палубах судна.

## Кораблекрушение 20 апреля
Следующее происшествие случилось на следующий день у берегов Родоса, Греция. 3 человека погибли, 93 были спасены и 30 госпитализированы. Лодка с нелегалами отправилась из Турции.
21 апреля было объявлено, что 450 нелегальных пассажиров спасены с ливийских судов, замеченных 20 апреля.

## Другие кораблекрушения в 2015 году
У побережья Ливии недалеко от города Зувара столкнулись два судна, на борту которых находились около 500 мигрантов. Всего за 2015 год под данным ООН в Средиземном море погибло около 2400 человек, пытавшихся переправиться в Европу.

## Реакция
19 апреля премьер-министр Италии Маттео Ренци вернулся в Рим с политического мероприятия в Мантуе, в котором принимал участие. Чуть позже он связался с президентом Франции Франсуа Олландом и с главой правительства Мальты Джозефом Мускатом. Решено было созвать внеплановую конференцию с участием европейских министров по проблемам нелегальной миграции и многочисленных смертей последних. Ренци осудил непрекращающийся поток беженцев, назвав это «новой работорговлей». В то же время лидер Мальты охарактеризовал кораблекрушение 19 апреля «самой большой человеческой трагедией за последние несколько лет». Олланд назвал перевозчиков и торговцев «террористами», что подвергают жизни мигрантов риску. Представитель Бундестага по вопросам миграции, беженцев и интеграции Айдан Эзогс заявила, что в связи с массовым наплывом беженцев спасательные операции должны быть восстановлены. «Это было заблуждением, что остановка деятельности „Mare Nostrum“ удержит людей от опасного плаванья через Средиземное море» — говорит она. Федерика Могерини призвала ЕС к коллективным действиям накануне встречи в Люксембурге 20 апреля.
На пресс-конференции Ренци подтвердил, что Италия созывает «чрезвычайный европейский совет» как можно скорее, чтобы обсудить бедствия. Другие лидеры стран поддержали эту инициативу. Британский политик Найджел Фараж призвал Великобританию предоставлять убежище ливийским христианам, обвинив Дэвида Кэмерона и Николя Саркози в утоплении мигрантов у берегов Италии. Он утверждает, что массовое бегство из Ливии вызвано военной западной интервенцией, санкционированной Кэмероном и Саркози.
Сам британский премьер-министр на своей странице в твиттере написал, что «поддерживает Ренци созвать конференцию Евросоюза для поиска комплексного решения в этом кризисе» Позже он повторил, что будет присутствовать на этом саммите ЕС, который состоится в четверг.
20 апреля Европейская комиссия выдвинула план, включающая 10 положений:
- Усилить совместные операции в Средиземном море, «Triton» и «Poseidon» за счет увеличения финансирования; расширить зоны операций и влиять на процесс впредь в рамках мандата Frontex.
- Систематический захват и уничтожение судов контрабандистов. Положительные результаты операции «Atalanta» должны послужить примером в борьбе с незаконным судоходством.
- Европол, Frontex, EASO и Евроюст будут сотрудничать и искать информацию о контрабандистов сообща.
- EASO развёртывает команды в Италии и Греции для рассматривания ходатайств об убежищах.
- Государства договора обязываются снимать отпечатки пальцев со всех мигрантов.
- Рассмотреть варианты механизма быстрого переселения.
- Запустить добровольный проект по переселению для лиц, ищущих укрытия.
- Установить новую программу возвращения нелегалов, координируемую Frontex.
- Взаимодействие стран, окружающих Ливию, посредством дипломатов ЕС и Комиссии.
- Развёртывание миграционной офицерской службы (ILO) для разведывания незаконных перемещений, и усиление роли Европейской делегации.